# Хессиш-Ольдендорф
Хессиш-Ольдендорф (нем. Hessisch Oldendorf) — город в Германии, в земле Нижняя Саксония.
Входит в состав района Хамельн-Пирмонт. Население составляет 18 927 человек (на 31 декабря 2010 года). Занимает площадь 120,37 км². Официальный код — 03 2 52 007.
Город подразделяется на 24 городских района.
| Год  | Население |
| ---- | --------- |
| 1990 | 17 834    |
| 1995 | 19 855    |
| 2000 | 20 108    |
| 2005 | 19 973    |
| 2010 | 19 112    |